# Gaspard Gustave de Coriolis

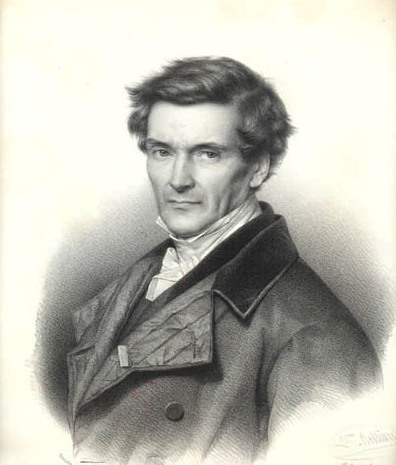
Gaspard Gustave de Coriolis

Gaspard Gustave de Coriolis (* 21. Mai 1792 in Paris; † 19. September 1843 ebenda) war ein französischer Mathematiker und Physiker.

## Leben
Coriolis wurde als Sohn eines Offiziers und späteren Industriellen geboren. Er besuchte die École polytechnique. Nach dem Tod des Vaters 1816 benötigte die Familie Geld, und Coriolis nahm eine Stelle als Tutor der Analysis und der Mechanik an der École polytechnique an. Während dieser Zeit forschte er an verschiedenen Drall-Bewegungen (z. B. Effet von Billardkugeln) und lieferte die erste exakte Definition für die kinetische Energie und die mechanische Arbeit. In umfangreichen Studien der Bewegungen von Körpern auf rotierenden Flächen behandelte er ausführlich die später nach ihm benannte Corioliskraft, die von einem Standpunkt innerhalb des Systems aus beobachtet wird und deren Ursache die Trägheit eines in einem rotierenden System bewegten Körpers ist. Außerdem veröffentlichte Coriolis verschiedene Arbeiten zur Wirtschaftsmathematik. 1836 wurde er in die Académie des sciences aufgenommen.
Coriolis wurde als einer von 72 Wissenschaftlern und Ingenieuren namentlich auf dem Eiffelturm verewigt.
1970 wurde der Mondkrater Coriolis nach ihm benannt. Außerdem wurde am 9. November 2006 der Asteroid (16564) Coriolis nach ihm benannt.

## Schriften
- Du calcul de l’effet des machines. Carilian-Goeury, Paris 1829.
- Traité de la mécanique des corps solides. 1844 (Neuauflage von Calcul de l’effet des machines).
- Théorie mathématique des effets du jeu de billard. 1835.
- Sur les équations du mouvement relatif des systèmes de corps. 1835 (in diesem Werk wird die später als Corioliskraft bezeichnete Trägheitskraft unter dem Namen „zusammengesetzte Zentrifugalkraft“ ausführlich behandelt, aber ohne Hinweis auf die frühere Entdeckung durch Laplace im Jahr 1775).